# Kabinett Heemskerk

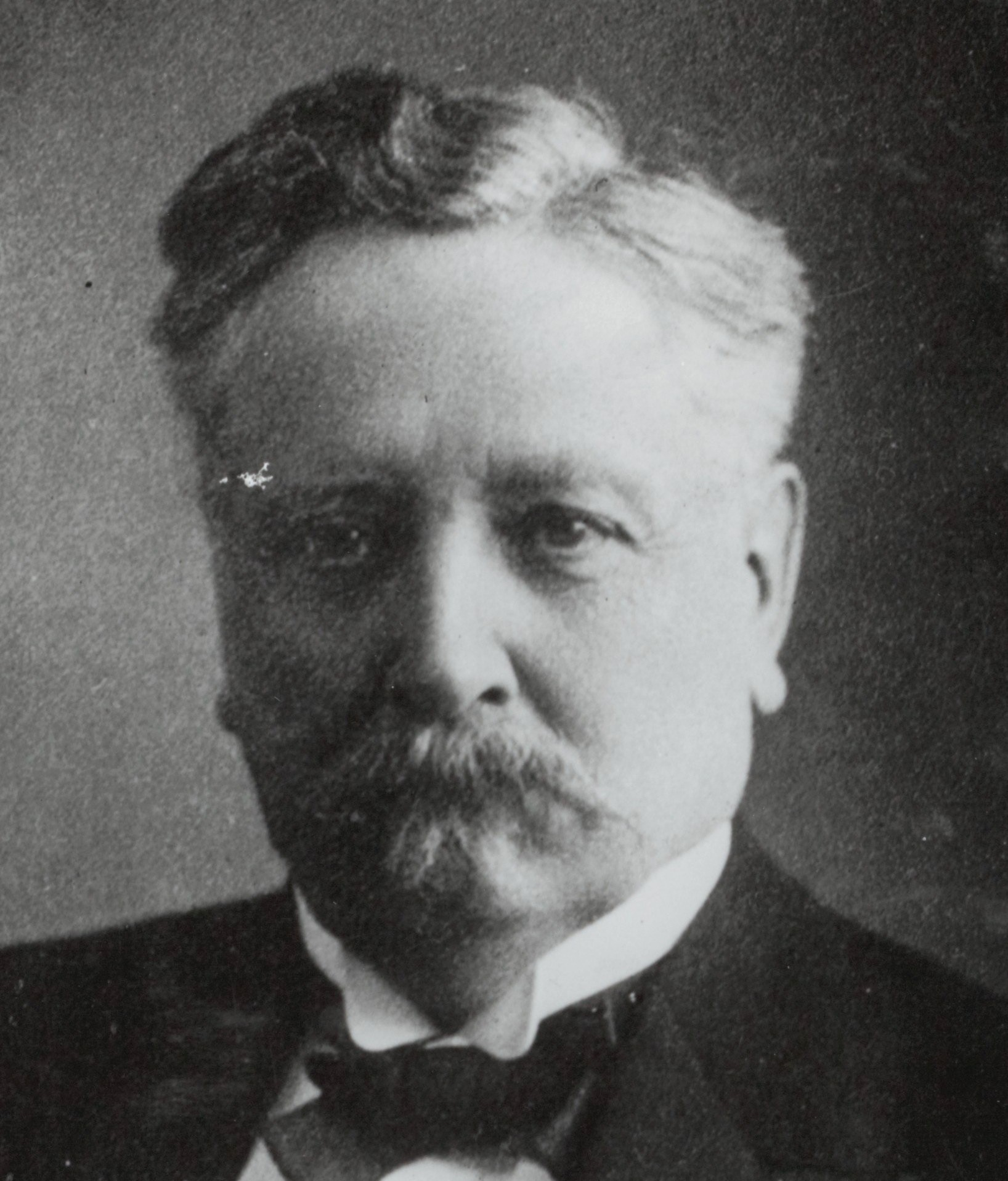
Ministerpräsident Theo Heemskerk

Das Kabinett Heemskerk wurde am 11. Februar 1908 von Ministerpräsident Theo Heemskerk von der Anti-Revolutionaire Partij (ARP) nach dem Sturz des liberalen Minderheitskabinetts De Meester gebildet. Es war zunächst eine christliche Minderheitsregierung, die allerdings nach den Wahlen am 11. Juni 1909 mit einer parlamentarischen Mehrheit rechnen konnte. Im Vordergrund standen die Bemühungen um eine Sozialgesetzgebung und die Stärkung der Verteidigung.
Der Minister für Landwirtschaft, Handel und Industrie Syb Talma legte ein umfangreiches Paket an Sozialgesetzen vor. 1911 brachte er eine Änderung des Arbeitsgesetzbuches durch, die Frauen- und Kinderarbeit einschränkte. 1913 führte er ein Krankengesetz sowie ein Invaliditäts- und Altersgesetz ein. Die Gesetze wurden jedoch noch nicht eingeführt. Kriegsminister Hendrikus Colijn wiederum überprüfte die Armeeorganisation. Dem Kabinett gehörten neben Ministern der katholischen Algemeene Bond van RK-kiesverenigingen (ABRK) und der ARP mehrere parteilose Minister an. Das Kabinett trat sein Amt am 12. Februar 1908 an und reichte nach der Wahl vom 17. Juni 1913 am 26. Juni 1913 seinen Rücktritt ein. Am 29. August 1913 trat das Kabinett Cort van der Linden die Nachfolge des Kabinetts Heemskerk an.

## Bildung des Kabinetts

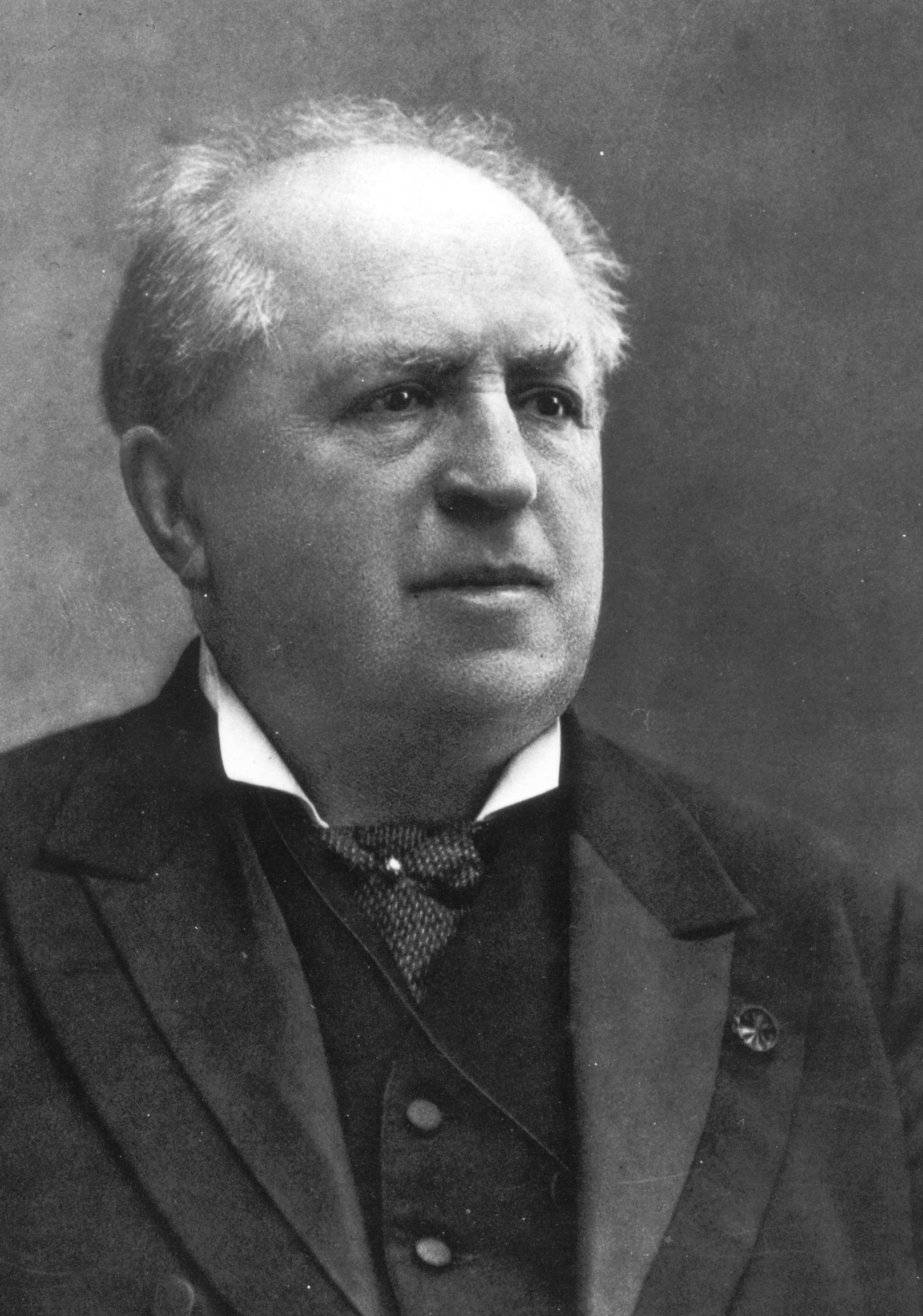
Der langjährige politische Führer der Anti-Revolutionaire Partij (ARP), Abraham Kuyper, sah die Bildung des Kabinetts Heemskerk kritisch.

Nachdem das Kabinett De Meester am 24. Dezember 1907 seinen Rücktritt erklärt hatte, dauerte es bis zum 15. Januar 1908, bis Theo Heemskerk positiv auf den Antrag auf Bildung eines Kabinetts reagierte. In der Zwischenzeit waren die Führungen von ABRK und ARP und der Vorsitzende der Christelijk-Historische Unie (CHU) Alexander de Savornin Lohman damit beschäftigt, Abraham Kuyper dazu zu bringen, diesem Versuch einer Kabinettsbildung zuzustimmen. Die Unterstützung von Kuyper, nicht mehr Abgeordneter, sondern politischer Führer der ARP, war notwendig, um ein Kabinett aus ABRK und ARP zu ermöglichen. Kuyper war lange gegen die Bildung eines Kabinetts Heemskerk. Er wollte sehen, ob die Liberalen doch ein Kabinett bilden könnten, bevorzugte ein (wirtschaftliches) Notkabinett und meinte, nach den Wahlen 1909 sollte das Kabinett neu gebildet werden, in dem er selbst wieder Minister werden wollte. Am Ende akzeptierte er all diese Forderungen.
Als „Formateur“ hatte Heemskerk dann Schwierigkeiten, einige Posten zu besetzen, weil unter anderem der Katholik Jan Loeff und der parteilose Vizeadmiral Abraham George Ellis die Übernahme des Justiz- beziehungsweise des Marineministeriums ablehnten und großer Druck (auch von Königin Wilhelmina) nötig war, um Antonius Petrus Laurentius Nelissen (Justiz), Alexander Willem Frederik Idenburg (Kolonien) und Generalleutnant Frederik Henri Alexander Sabron (Krieg) zu überzeugen Minister zu werden.

## Politik und Gesetzgebung

### Die Position von Abraham Kuyper
Abraham Kuyper war mit der Bildung des Kabinetts im Jahr 1908 nicht sehr zufrieden und sein Verhältnis zu Premierminister Heemskerk war schlecht. Der mächtige ARP-Führer kehrte im November 1908 als Abgeordneter in die Zweite Kammer der Generalstaaten zurück. 1909 spielte jedoch die „Lintjesaffaire“ eine Rolle, ein Vorwurf von Korruption und Vetternwirtschaft, wodurch Kuyper diskreditiert wurde. Seine Position als Parteivorsitzender blieb unberührt, eine Rückkehr als Minister nach den Wahlen 1909 wurde jedoch verhindert. 1912 musste er schließlich aus gesundheitlichen Gründen vorzeitig aus der Zweiten Kammer ausscheiden. Das schlechte Verhältnis zwischen Abraham Kuyper und den ARP-Ministern im Kabinett hatte mehrfach für Spannungen gesorgt. 1911 griff Kuyper den Kolonialminister Jan Hendrik de Waal Malefijt heftig an, weil dieser angeblich zu wenig für die christliche Erziehung in Niederländisch-Ostindien tat.

### Gesetzgebung

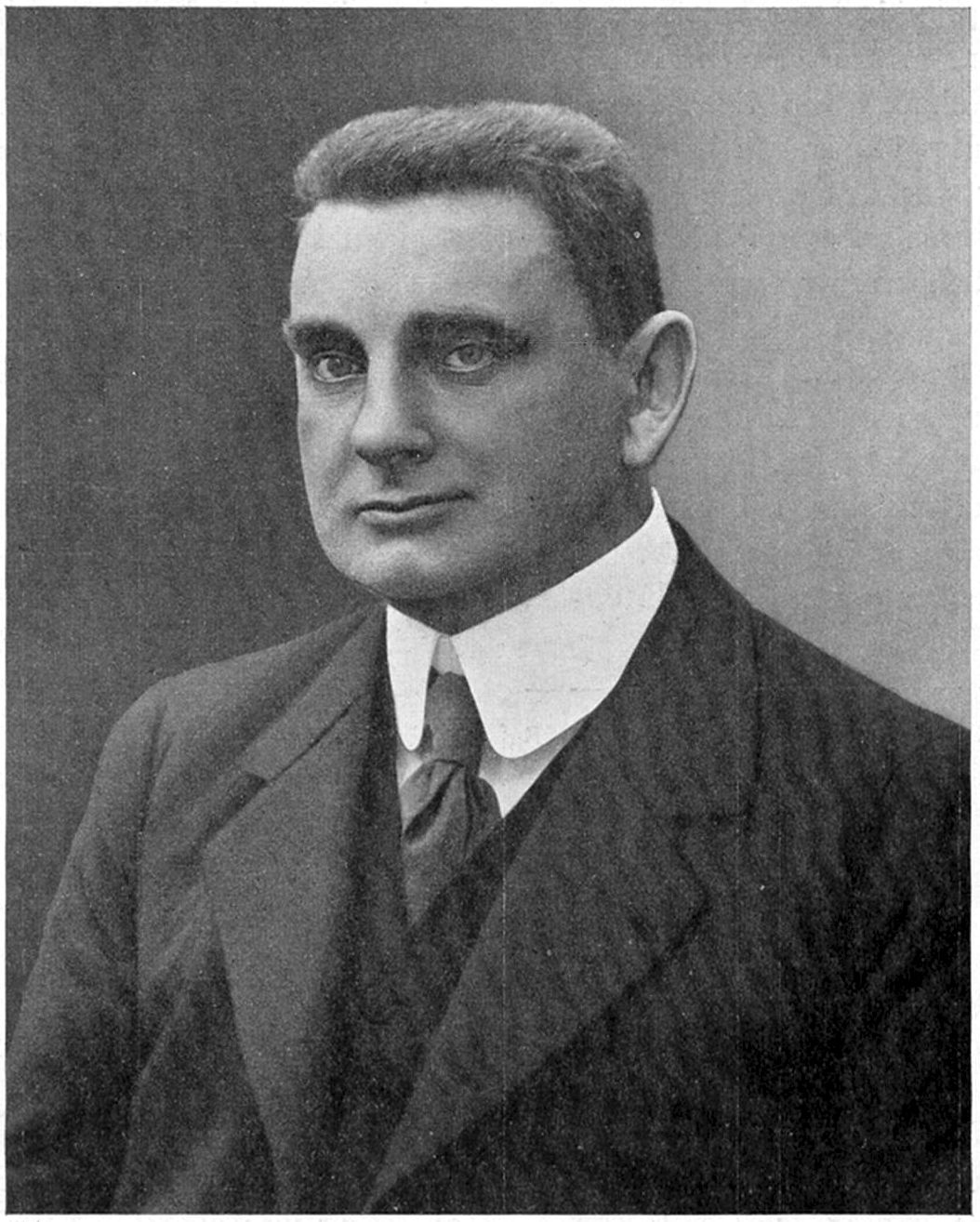
Der Minister für Landwirtschaft, Handel und Industrie Syb Talma legte ein umfangreiches Paket an Sozialgesetzen vor.

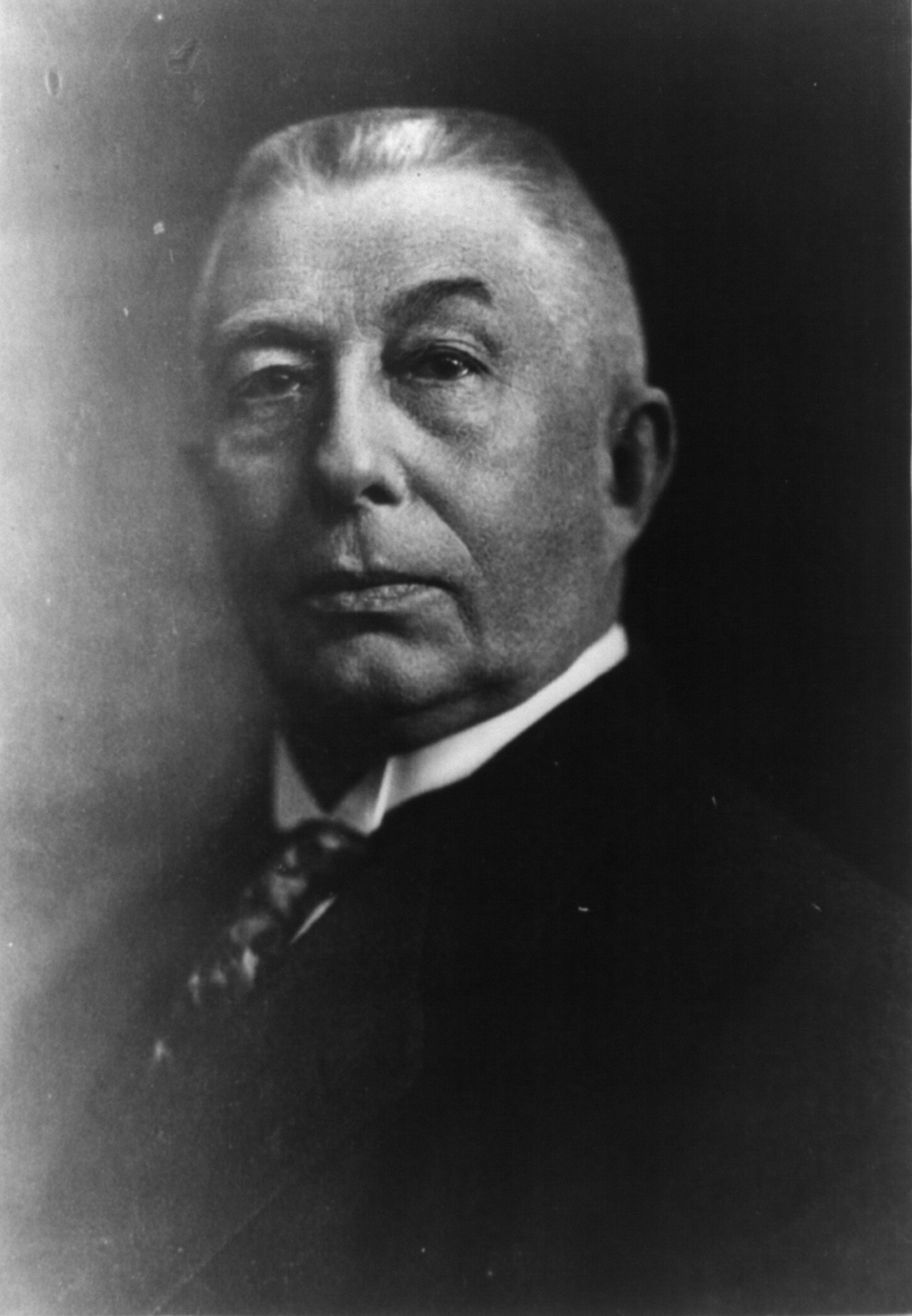
Der spätere Ministerpräsident Hendrikus Colijn brachte als Kriegsminister 1913 Gesetze zur Reform der Armee ein.

Am dritten Dienstag zwischen September 1911 und September 1912 fanden in Den Haag Massendemonstrationen der Sozialisten für das allgemeine Wahlrecht statt. Am 5. Juni 1912 wurde ein Gesetzentwurf zur Regelung der Arbeitszeit im Bäckereigewerbe gegen den Widerstand eines Teils der Koalitionsparteien mit 49 zu 42 Stimmen in der Zweiten Kammer abgelehnt. Dagegen stimmten, außer Liberale Unie (mit Ausnahme von Dirk de Klerk) und Vrijzinnig Democratische Bond (VDB), einige ARP- und ABRK-Abgeordnete sowie fast alle Vertreter der CHU. Die Regierung richtete ferner einen Verfassungsausschuss (Grondwetscommissie) ein, der unter anderem damit beauftragt wurde, Vorschläge zur Ausweitung des Wahlrechts zu machen. Die Verfassung wurde jedoch nicht revidiert. 1913 wurde ein Gesetzentwurf von Finanzminister Maximilien Joseph Caspar Marie Kolkman zur Erhöhung der Einfuhrzölle nicht mehr im Parlament behandelt.
Die wichtigsten Gesetze des Kabinetts waren:

#### Gesetz zur Einführung der gesetzlichen Zeit (Wet tot invoering van de wettelijk tijd, 1908)
Diese gesetzliche Regelung hatte der Nutzung unterschiedlicher Zeiten pro Region ein Ende gesetzt. Als gesetzliche Zeit wurde die Amsterdamer Zeit gewählt, die um 25 Minuten von der mitteleuropäischen Zeit abwich.

#### Beschränkung der Kinder- und Frauenarbeit (Beperking kinder- en vrouwenarbeid, 1911)
Eine Änderung des Arbeitsgesetzes von 1889 schränkte die Frauen- und Kinderarbeit weiter ein. Die Arbeitszeit für Frauen und Jugendliche betrug nach der Änderung maximal 10 Stunden pro Tag (und maximal 58 Stunden pro Woche). Nachtarbeit von Frauen war ebenso verboten wie die Arbeit von verheirateten Frauen an Samstagen nach 13:00 Uhr.

#### Sittengesetz (Zedelijkswetgeving, 1911)
In das Strafgesetzbuch (Wetboek van Strafrecht) wurden Bestimmungen über provokative Abtreibung, Pornografie, Homosexualität, Verhütungsmittel, Verführung Minderjähriger und Glücksspiel aufgenommen.

#### Krankengeld- und Ratsgesetz(Ziekte- en Radenwet)und Invaliditäts- und Altersgesetz (Invaliditeits- en Ouderdomswet, 1913)
Diese Gesetze schufen eine Versicherung für Arbeitnehmer gegen Krankheit, Arbeitsunfall und Alter für Menschen über 70 Jahre. Mit der Umsetzung wurden Arbeitsräte (Raden van Arbeid) beauftragt. Die Gesetze wurden allerdings erst nach mehreren Jahren eingeführt wie zum Beispiel das Krankengeldgesetz erst 1930.

#### Armeegesetze (Legerwetten, 1913)
Dabei handelte es sich um eine Änderung des Milizgesetzes (Militiewet) und des neuen Landsturm- und Landwehrgesetzes (Landstorm- en Landweerwet). Diese Gesetze führten zu einer Armeereform: Die jährliche Anzahl der Wehrpflichtigen betrug 23.000 Mann, Wehrpflichtige dienten fünf Jahre in der Miliz und sechs Jahre im Landsturm- und Landwehrdienst. Bis zum Alter von vierzig Jahren gehörten Nicht-Miliz- oder Landdienstangehörige zum Landsturm, der nur in Ausnahmefällen einberufen wurde.

## Mitglieder des Kabinetts und Regierungsumbildungen

### Mitglieder des Kabinetts
Dem Kabinett gehörten folgende Personen an:
| Amt                                               | Amtsinhaber | Partei                      | Beginn der Amtszeit                                        | Ende der Amtszeit                                         |
| ------------------------------------------------- | --- | --------------------------- | ---------------------------------------------------------- | --------------------------------------------------------- |
| Ministerpräsident                                 | Theo Heemskerk | ARP                         | 11. Februar 1908                                           | 29. August 1913                                           |
| Außenminister                                     | Reneke de Marees van Swinderen                                                                                                | Parteiloser                 | 12. Februar 1908                                           | 29. Februar 1913                                          |
| Justizminister                                    | Antonius Petrus Laurentius Nelissen Theo Heemskerk (kommissarisch) Edmond Robert Hubert Regout Theo Heemskerk (kommissarisch) | ABRK ARP ABRK               | 12. Februar 1908 11. Mai 1910 7. Juni 1910 18. Januar 1913 | 11. Mai 1910 7. Juni 1910 18. Januar 1913 29. August 1913 |
| Innenminister                                     | Theo Heemskerk | ARP                         | 11. Februar 1908                                           | 29. August 1913                                           |
| Finanzminister                                    | Maximilien Joseph Caspar Marie Kolkman                                                                                        | ABRK                        | 11. Februar 1908                                           | 29. August 1913                                           |
| Kriegsminister                                    | Generalleutnant Frederik Henri Alexander Sabron Generalmajor Wouter Cool Hendrikus Colijn                                     | Parteiloser ARP             | 12. Februar 1908 27. Juli 1909 4. Januar 1911              | 27. Juli 1909 4. Januar 1911 29. August 1913              |
| Marineminister                                    | Vizeadmiral Jan Wentholt Hendrikus Colijn (kommissarisch)                                                                     | Parteiloser (Liberaler) ARP | 12. Februar 1908 14. Mai 1912                              | 14. Mai 1912 29. August 1913                              |
| Minister für Wasserwirtschaft                     | Jean Gustave Stanislas Bevers Syb Talma (kommissarisch) Louis Hubert Willem Regout                                            | ABRK ARP ABRK               | 12. Februar 1908 7. Januar 1909 21. Januar 1909            | 5. Januar 1909 21. Januar 1909 29. August 1913            |
| Minister für Landwirtschaft, Industrie und Handel | Syb Talma | ARP                         | 12. Februar 1908                                           | 29. August 1913                                           |
| Kolonialminister                                  | Theo Heemskerk (kommissarisch) Alexander Willem Frederik Idenburg Jan Hendrik de Waal Malefijt                                | ARP                         | 12. Februar 1908 18. Mai 1908 29. August 1909              | 18. Mai 1908 16. August 1909 29. August 1913              |

### Regierungsumbildungen
Im Juli 1909 trat Kriegsminister Sabron aus gesundheitlichen Gründen zurück. Sein Nachfolger wurde Generalmajor Cool, bisheriger Inspekteur für militärische Ausbildung. Im August 1909 wurde Kolonialminister Idenburg zum Generalgouverneur von Niederländisch-Ostindien ernannt. Sein Nachfolger wurde der Abgeordnete De Waal Malefijt. Im Mai 1910 trat Justizminister Nelissen aus gesundheitlichen Gründen zurück, woraufhin der katholische Abgeordnete Robert Regout nachfolgte. Im Dezember 1910 stürzte die Zweite Kammer Kriegsminister Cool wegen dessen Vorschläge zur Pensionierung von Offizieren. Im Mai 1912 war die Abstimmung über ein neues Panzerschiff durch die Zweite Kammer Grund für den Rücktritt von Marineminister Wentholt.